# Instituto de Investigaciones de la Facultad de Ciencias Sociales
El Instituto de Investigaciones de la Facultad de Ciencias Sociales (IICS) es un centro de investigación de excelencia de la Universidad Católica Argentina y Unidad Asociada al CONICET localizado en Buenos Aires, Argentina, dedicado a la investigación en el campo de las ciencias sociales y las humanidades.  

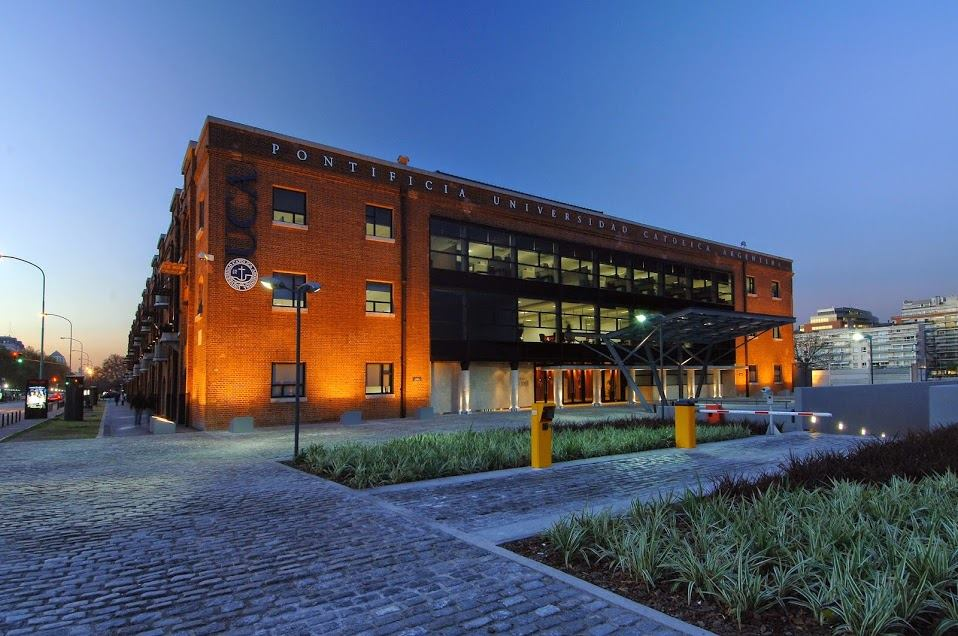
La sede del IICS se encuentra ubicada en el Edificio San José, Campus Puerto Madero de la Universidad Católica Argentina

## Historia
En 1962 la Universidad Católica Argentina funda el Centro de Investigaciones Sociológicas, que tuvo una larga y relevante trayectoria hasta la creación de la Facultad de Ciencias Sociales en 2011. En ese año se suman a ese núcleo inicial investigadores de otras disciplinas, sociales y humanísticas, llevando a la fundación del instituto en 2015.

## Investigaciones
El Instituto de Investigaciones de la Facultad de Ciencias Sociales engloba investigadores de excelencia de la Universidad Católica Argentina y el CONICET. Fundado bajo el formato de los institutos de estudios avanzados internacionales, la misión del IICS es desarrollar investigaciones interdisciplinarias de alta calidad y servir como ámbito de interacción entre investigadores formados y en formación.
Los campos de investigación del IICS, basados en las ciencias sociales y las humanidades, son variados, aunque son muy importantes las investigaciones sobre pobreza e inclusión, arqueología del noroeste argentino, e historia del antiguo Oriente (Egiptología y estudios bíblicos). Como instituto universitario, el IICS comparte investigadores y proyectos con centros y proyectos similares de la Universidad Católica Argentina, como el Centro de Estudios de Historia del Antiguo Oriente. Los investigadores del instituto aparecen frecuentemente en los medios públicos de noticias nacionales, especialmente en diarios y televisión.

## Áreas de trabajo
- Programa de Estudios sobre América Latina
- Estudio de la Religión Vivida en Argentina
- Programa de Condiciones de Vida y Religión
- Programa de Estudios Audiovisuales
- Programa de Estudios de las Sociedades Premodernas
- Programa de Investigaciones Arqueológicas
- Programa de Pobreza, Inclusión y Política Social

## Directores
- Fernando Devoto (2015-2018)
- Roxana Flammini (2018-2022)
- Ariel Guiance (desde 2022)